# فوكتلاندكرايز
فوكتلاندكرايز (بالألمانية: Vogtlandkreis) هي مقاطعة ألمانية تقع جنوب غرب ولاية ساكسونيا على الحدود مع ولايتي تورينغن وبافاريا وجمهورية التشيك. وتجاور كل من مقاطعة هوف وزاله-أورلا-كرايس وغرايتس وتسفيكاو وإرتسجبيرجسكرايس. وتعد بلاوين المركز الإداري للمقاطعة.

## التاريخ
أصبحت فوكتلاند جزء من الإمبراطورية الرومانية المقدسة خلال عهد الملك كونراد الثالث في القرن الثاني عشر. وانقسمت سلالة الوزير التي كانت تدير المنطقة عام 1209 إلى ثلاث مناطق هي فيدا وغرايتس وغيرا-بلاوين. وجرى تعيين قادة المقاطعات والإداريين المحليين وذلك مع انخفاض تمركز السلطة على المنطقة، وكان يطلق على الإداريين باللغة الألمانية Vögte ومن هنا استمدت المنطقة اسمها. وأدت حرب فوكتلاند (1354-1357) إلى نهاية إدارة المنطقة لتصبح المنطقة تابعة لدوقية بوهيميا.
حصل بورغراف بلاوين هنري الرابع على المنطقة من ملك بوهيميا والإمبراطور الروماني المقدس فرديناند الأول عام 1546. ولم يرث أبناءه المنطقة فحسب بل ورثوا أيضاً ديون كبيرة، ولذلك قامت ساكسونيا بشرائها من هنري السادس عام 1563. وعندما توقف هنري السادس عن المطالبة بالملكية عام 1569، قام الملك الجددد بإقامة أول شكل لمقاطعة فوكتلاند.
أصبحت فوكتلاند ضمن دوقية ساكسونيا-تسايتز التابعة للإمبراطورية الرومانية المقدسة حين تم تقسيم ساكسونيا خلال الفترة الممتدة من 1657 حتى 1718. بادرت ملكية دستورية جديدة بتغيير الإدارة وألغت المقاطعة القديمة عام 1835. انفصلت مدينة بلاوين عن المقاطعة عام 1907.
قامت الحكومة الألمانية الشرقية بإصلاحات إدارية واسعة عام 1952، ولكن جرى إلغائها بعد إعادة توحيد البلاد. وضمت مدينة بلاوين إلى المقاطعة عام 2008.

## شعار النبالة
| شعار النبالة | يمثل الأسد على الطرف الأيسر من شعار النبالة رمزا تقليدياً للإداريين الأرستقراطيين (الحكام) على مدن فيدا وغيرا وبلاوين، والذي صُدق عليه عام 1294. يرمز العقاب على الجانب الأيمن للإمبراطورية الرومانية المقدسة، حيث وقعت فوكتلاند ضمن مناطق الإمبراطورية بصورة مباشرة. |

## البلدات والبلديات
| البلدات | البلديات | |
| --- | --- | --- |
| 1. آدورف 2. آورباخ 3. باد إلستر 4. إلستربرغ 5. فالكنشتاين 6. كلينغنتال 7. لنغنفلد 8. ماركنويكيرشن 9. نتسشكاو 10. أولسنيتس 11. باوزا-مولتروف 12. بلاوين 13. رايشنباخ إم فوغتلاند 14. رودهفيش 15. شونك 16. تروين | 1. Bad Brambach 2. Bergen 3. Bösenbrunn 4. Eichigt 5. Ellefeld 6. Grünbach 7. Heinsdorfergrund 8. Limbach 9. Mühlental 10. Muldenhammer 11. Neuensalz | 1. Neumark 2. Neustadt 3. Pöhl 4. Rosenbach 5. Steinberg 6. Theuma 7. Tirpersdorf 8. Triebel 9. Weischlitz 10. Werda |